# Черионе
Черионе (итал. Cerrione) је насеље у Италији у округу Бијела, региону Пијемонт.
Према процени из 2011. у насељу је живело 409 становника. Насеље се налази на надморској висини од 260 м.

## Становништво
Према резултатима пописа становништва 2011. у општини је живело 2.894 становника.
| 1936. | 1951. | 1961. | 1971. | 1981. | 1991. | 2001. | 2011. |
| ----- | ----- | ----- | ----- | ----- | ----- | ----- | ----- |
| 1.598 | 1.742 | 2.010 | 2.194 | 2.617 | 2.628 | 2.809 | 2.894 |